# 대선주조
대선주조는 부산광역시에 본사를 둔 소주 제조업체이다.

## 개요 및 역사
대선주조는 부산광역시에 본사를 둔 소주 제조업체이다.  이름의 유래는 일제 강점기 당시 사케를 만들던 대일본양조에 대응해 조선인의 긍지를 담아 대조선(大朝鮮)의 줄임말 대선(大鮮)으로 정했다.
1930년 부산광역시 동구 범일동에서 자본금 100만 원과 종업원 60여 명으로 시작했다. 이는 당시 주류업계에서 가장 큰 규모였다. 생산량 역시 연간 3만 섬(540만L)으로 전국 주정 공장 중 최대를 자랑했다.  2011년 4월 부산 지역 조선 기자재 업체인 BN그룹(조성제 회장)이 대선주조를 인수하여 현재에 이른다.
대선주조의 제품으로는 '부산에서 가장 오래된 소주'(2012년 부산시 발표)로 선정된 '다이야 소주(DAIYA SHOCHU)'가 1945년 해방을 전후해 판매되었으며, 1965년 25도 '대선(大鮮)', 1982년에는 '선(鮮)' 소주(25도)를 출시했다.  이후에도 1990년 스페샬 선, 1993년 선타임, 선골드, 1994년 뉴관광용 선, 1995년 수출용 선골드 등을 출시하며 선 시리즈를 내놓다가. 1996년에는 주류업계 최초로 아스파라긴을 첨가한 알코올 도수 23도 소주 '시원(C1)'을 새롭게 선보였다.
현재는 시원(C1)과 대선, 시원블루, 와인반병이 있다. 한편, 돌려 따는 병뚜껑인 스크루캡(screw cap)을 소주에 도입하고 녹슬지 않는 위생적인 용기로 바꾼 것도 대선주조가 최초이다.

## 제품

### 현재 생산
- 대선
- 시원(C1)
- 시원(C1) 블루
- 대선 샤인머스캣
- 와인반병

### 단종된 제품
- 선25
- 스페셜 선
- 빅 선
- 앙코르
- 그랑쥬아
- 씨유 (CYOU)
- 봄봄
- 장생 오가피주
- 다이야몬드 양명주
- 즐거워 예/그리워 예
- 순한 시원(C1)
- 시원(C1)블루 자몽/라임
- 대선블루